# Stadhuis van Verviers

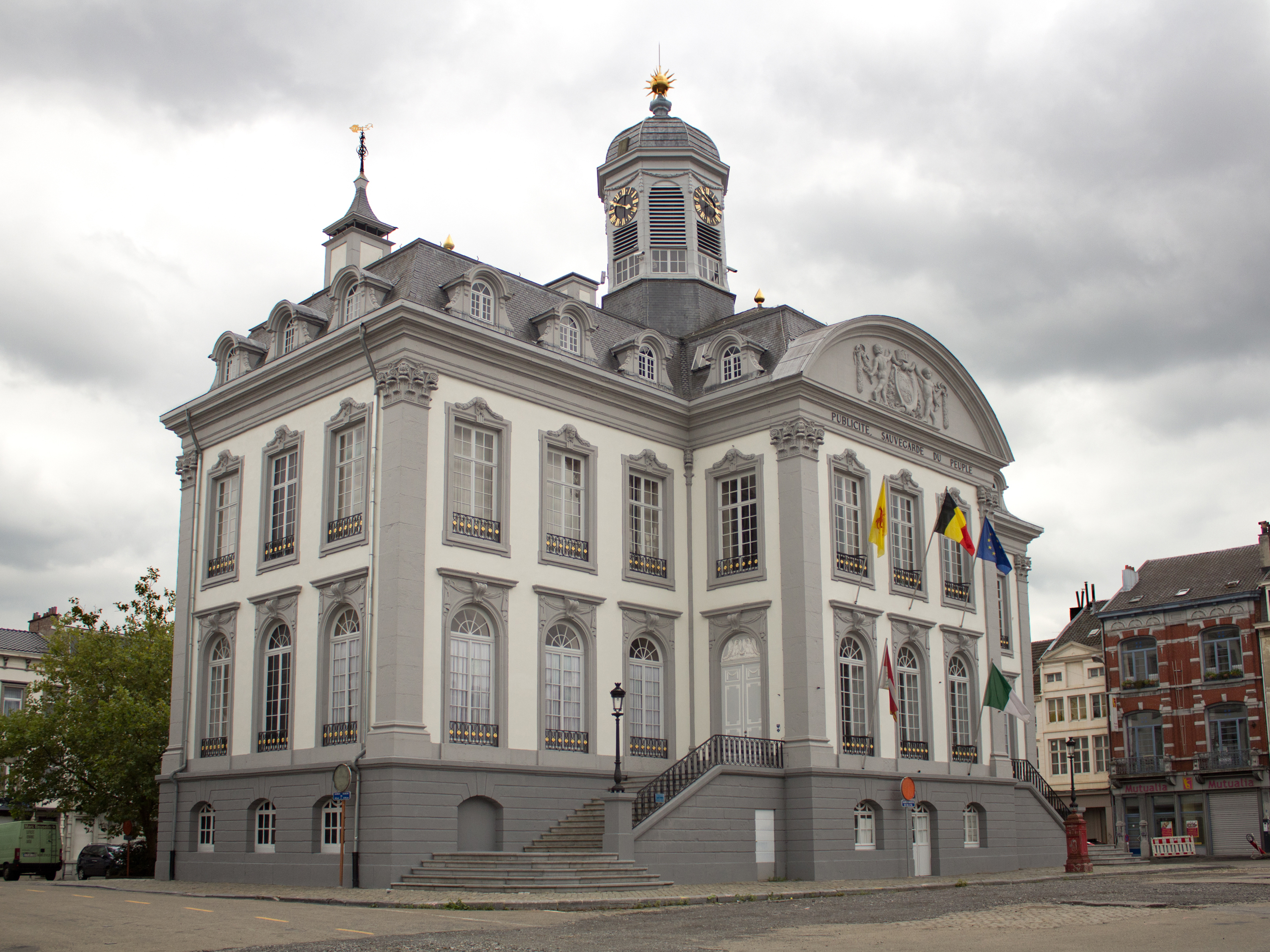
Stadhuis van Verviers

Het Stadhuis van Verviers (Hôtel de ville de Verviers) is een stadhuis in de Belgische stad Verviers, gelegen aan het Place du Marché 1.

## Geschiedenis
Er bestond reeds een 16e-eeuws stadhuis, dat echter te klein werd bevonden en in slechte staat verkeerde.
Het huidige gebouw staat midden op het plein. Het werd gebouwd naar ontwerp van Jacques-Barthélemy Renoz in 1775-1780.

## Gebouw
Het beeldhouwwerk van de gevels en het interieur is van de hand van de Luikse beeldhouwer P. Frank. Het gebouw, uitgevoerd in witgeverfde baksteen en kalksteen, is in classicistische stijl. Het is negen traveeën breed en drie traveeën diep, en de ingangspartij, drie traveeën breed, heeft een gebogen fronton. De ingangen bevinden zich links en rechts van de ingangspartij en worden bereikt door trappen die de gehele voorgevel beslaan. De ingangspartij wordt begrensd door Korinthische pilasters.
De vensters hebben smeedijzeren leuningen, in 1777 vervaardigd door meestersmid Th. Ansiau. In het fronton was oorspronkelijk het wapenschild van prinsbisschop Franciscus Karel van Velbrück te zien, maar dat werd in 1789 tijdens de Luikse Revolutie weggebeiteld en vervangen door diverse voorstellingen en parolen, en tegenwoordig het stadswapen tonend, versierd met een kroon en guirlandes, die door kinderen worden vastgehouden. Het parool: Publicité, sauvegarde du peuple werd in 1830 toegevoegd.
Op het mansardedak bevindt zich een achthoekig torentje dat bekroond wordt door een koepel en een zonnesymbool. Oorspronkelijk had Renoz een lager torentje ontworpen, zonder uurwerk en klokken.
Het interieur toont stucwerk en houtwerk, en twee allegorische beelden welke de Kracht en de Voorzichtigheid verbeelden. Ook is er een groot trappenhuis met smeedijzeren leuningen.
Voor het gebouw bevindt zich de Fontaine du Perron.
- Monument Wallonië DGO4: 63079-CLT-0003-01
- Virtual International Authority File: 6704149235108676690000